# 朱福熙
朱福熙（1955年7月—），浙江省临海市白水洋人。中国人民解放军上将。中国共产党第十八届中央委员会委员。

## 生平
1974年入伍，历任战士、文书、班长、排长；团政治处书记、营政治教导员、江苏省军区政治部组织处干事、南京军区政治部政治工作研究室研究员，副主任，主任、南京军区政治部组织部副部长、南京军区政治部文化部部长、南京军区政治部秘书长。2002年，任陆军第十二集团军政治部主任。2003年，任中国人民解放军总政治部副秘书长。2005年12月，任中国人民解放军总政治部秘书长。2008年2月，任中国人民解放军总政治部干部部部长。2009年12月，任中国人民解放军空军政治部主任。2012年10月，任成都军区政治委员。2016年2月，任新成立的中国人民解放军西部战区政治委员，2017年1月，不再担任西部战区政治委员，提前退役。
2004年晋升为中国人民解放军少将军衔，2011年7月，晋升为空军中将军衔。2016年7月，晉升為上將軍銜。